# 姜麟
姜麟（1453年—？），字仁夫，浙江金華府蘭谿縣人，民籍，明朝政治人物。

## 生平
成化二十二年（1486年）丙午科浙江鄉試第十八名舉人，二十三年（1487年）中式丁未科會試第一百三十四名，二甲第五十五名進士。歷官刑部员外郎，弘治十二年（1499年）正月升四川按察司佥事，丁憂歸。被科道连章奏劾，十七年十二月令致仕，

## 家族
曾祖姜仲威；祖父姜仕毅，徽州府經歷；父姜璉，永平府知府。母嚴氏（贈宜人）。慈侍下。